# Dietersburg
Dietersburg là một đô thị ở huyện Rottal-Inn bang Bayern thuộc nước Đức.